# Rio Culişer Canal
O Rio Culişer Canal é um rio da Romênia, afluente do Fekete-Körös, localizado no distrito de Bihor.